# Anaplecta pulchella
Anaplecta pulchella är en kackerlacksart som beskrevs av Rehn, J. A. G. 1906. Anaplecta pulchella ingår i släktet Anaplecta och familjen småkackerlackor. Inga underarter finns listade i Catalogue of Life.